# Schwangau
Schwangau est une commune d'Allemagne, dans le land de Bavière.
Schwangau est situé dans l'Allgäu, au sud de la Bavière, sur la Route Romantique qui se termine à Füssen, à quatre kilomètres. 

## Histoire
La découverte d'outils sur le Frauenberg atteste la présence d'un premier peuplement à l'âge de la pierre.
En l'an 15 av. J.-C., les troupes romaines conquièrent, sous le commandement de Drusus et de Tibère les Préalpes jusqu'au Danube. Sous l'empereur Claude, une route traverse les Alpes, la Via Claudia. Elle relie Rome et l'Italie à la province de Rhétie. Les vétérans de l'armée romaine ont reçu des parcelles comme cadeau de départ et se fondent dans la population autochtone. Ainsi sont nées les agglomérations du Tegelberg (établissement thermal au IIe siècle) et la villae rusticae (auberge).
À la chute de l'Empire romain, la région est occupée, défrichée et exploitée par les Alamans. Il subsiste de cette époque environ cent trente tombes au nord de Schwangau.
La  première église chrétienne est attestée en 746. Elle est la première sur la rive droite du Lech et est dédiée à saint Magne et à saint Tozzo.
La première mention du toponyme Schwangau (Castrum Swangowe, château du Gau de cygne) date de 1090. Il s'agit d'un double château situé à l'emplacement du Neuschwanstein actuel. Le territoire était une propriété des Guelfes dont les vassaux étaient les seigneurs de Schwangau. Avec la mort de Welf VI en 1191, les possessions des Guelfes en Allemagne du Sud tombèrent aux mains de la Maison de Hohenstaufen, et après la décapitation de Conradin en 1268 à l'empire. Cela a rendus indépendants la famille vassale (immédiateté impériale). Le Minnesang (troubadour) Hitpold de Schwangau (vers 1190-1256) a laissé une œuvre abondante. Le poète, compositeur et diplomate Oswald von Wolkenstein se maria avec Margarete von Schwangau en 1417. Un document de 1397 mentionne pour la première fois le Schwanstein, l'actuel Château de Hohenschwangau, qui - moins bien fortifié mais plus facile d'accès - a été construit sous l'ancien château double sur une colline au-dessus du lac Alpsee. 
La seigneurie de Schwangau, conservant néanmoins toujours son immédiateté, passe aux ducs de Bavière au XVe siècle, mais les seigneurs de Schwangau restèrent au château comme administrateurs du territoire jusqu'en 1535. Johann Paumgartner, conseiller et financier de l'empereur Charles Quint, l'acquit en 1535 et fut anobli en 1537 au rang de baron impérial. Il fit restaurer le château bas, maintenant appelé Hohenschwangau, quel était auparavant le nom du château supérieur, plus tard appelé Schwanstein, qui était à l'origine le nom du château bas. Il laissa le château supérieur continuer à tomber en ruine. L'architecte Lucio di Spazzi, qui avait déjà travaillé sur la Hofburg d'Innsbruck, a utilisé le tissu de construction existant, a conservé les murs extérieurs avec des créneaux et des tours, mais a repensé l'intérieur pour les besoins de la vie contemporaine, en utilisant le plan d'étage actuel. Il a déposé une couronne de bastions autour de l'immeuble résidentiel. En 1547, les travaux de construction ont été achevés.
La peste ravage la région de 1618 à 1648. La tradition veut qu'elle en ait été débarrassée par une procession à saint Coloman.
Le château change plusieurs fois de propriétaire avant d'être acquis par le futur roi Maximilien II en 1832 qui le restaure de style néo-gothique comme résidence de campagne. Son fils Louis II, qui - comme sa mère - séjournait ici régulièrement, fait construire Neuschwanstein dès 1869.
Schwangau est un haut lieu du tourisme en Allemagne.

## Curiosités
- Le château de Neuschwanstein
- Le château de Hohenschwangau
- L'église Saint-Coloman de Schwangau
- Le Musée des rois de Bavière

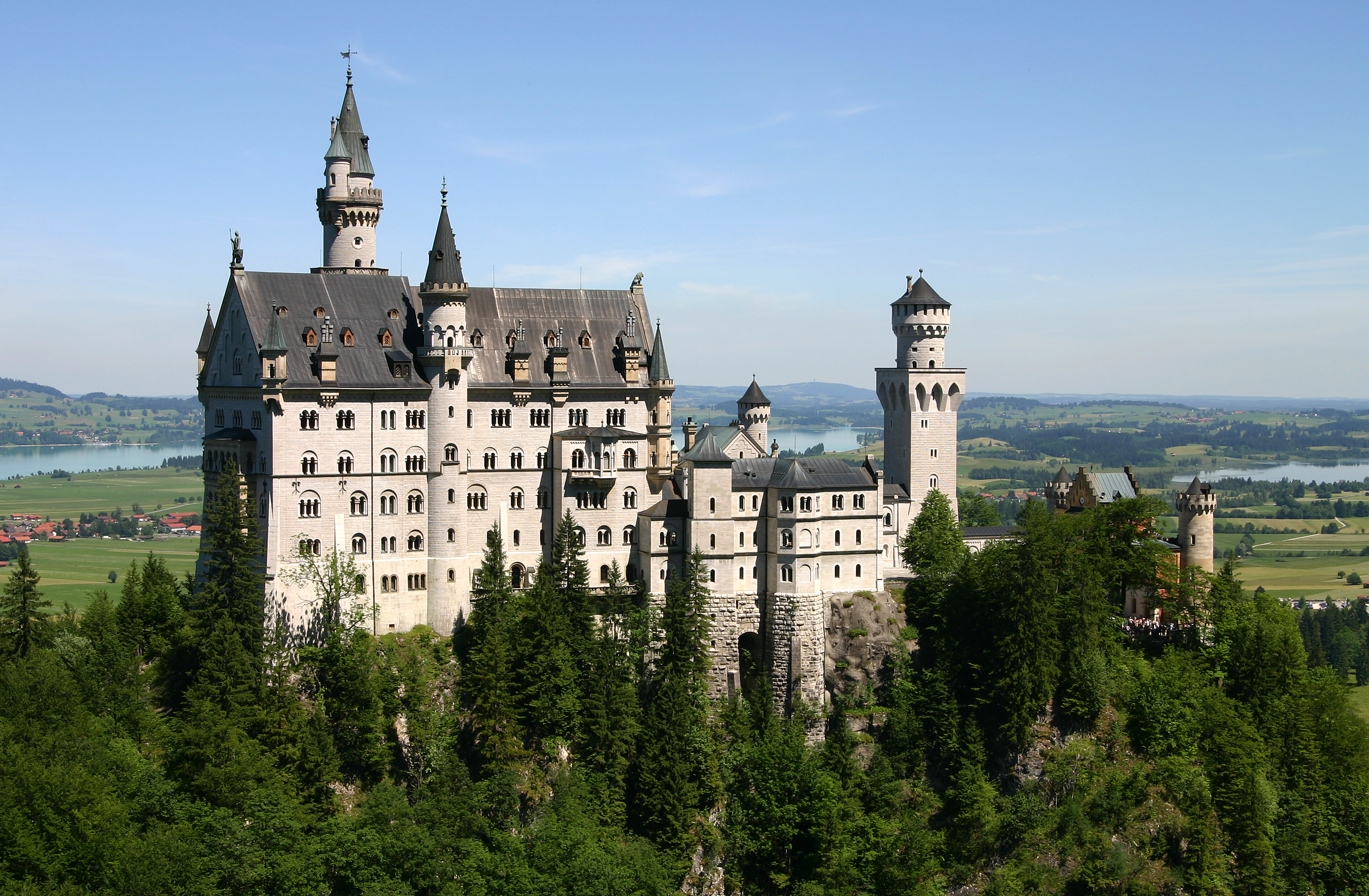
Château de Neuschwanstein
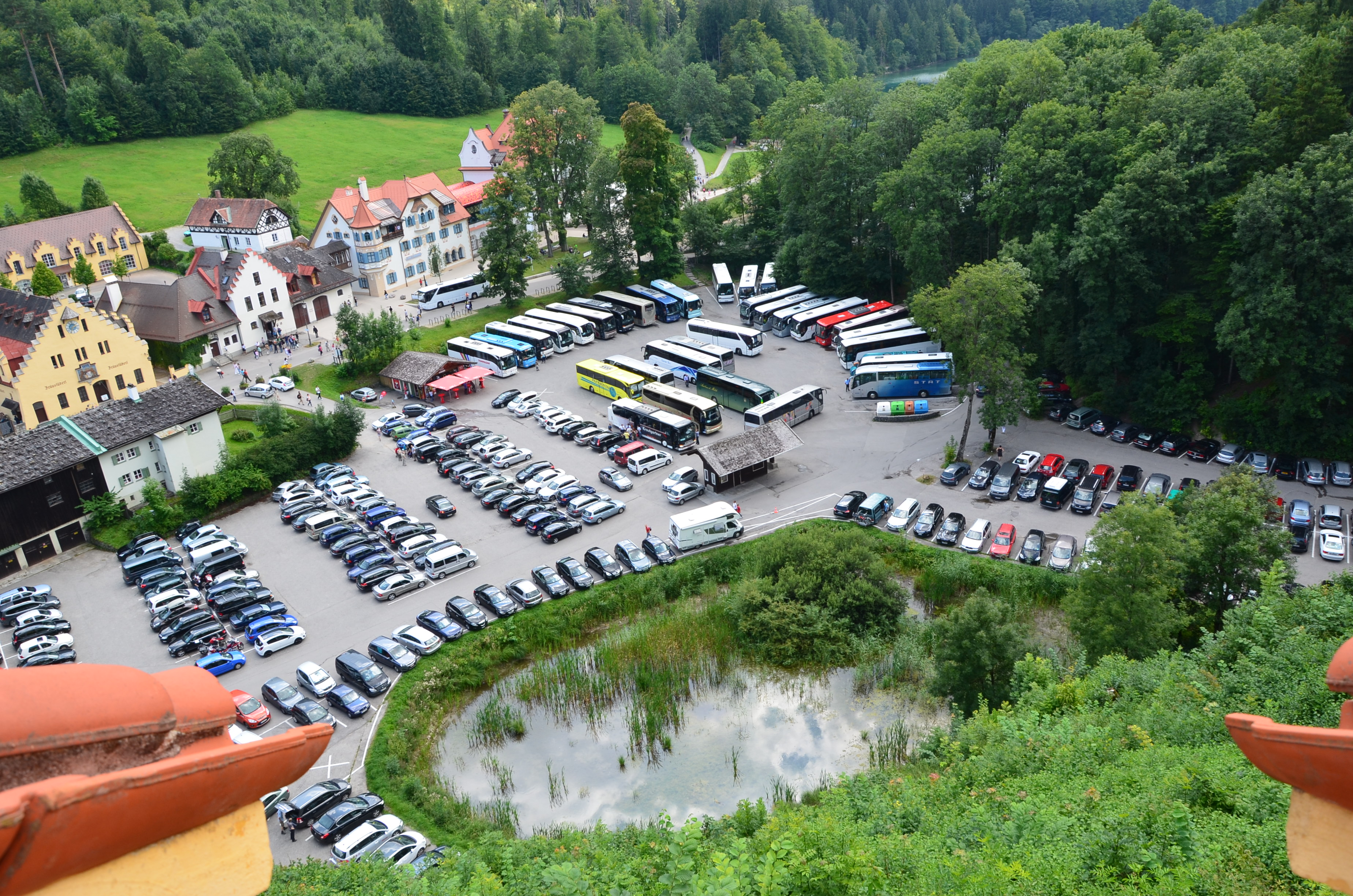
Vue de Hohenschwangau depuis le château
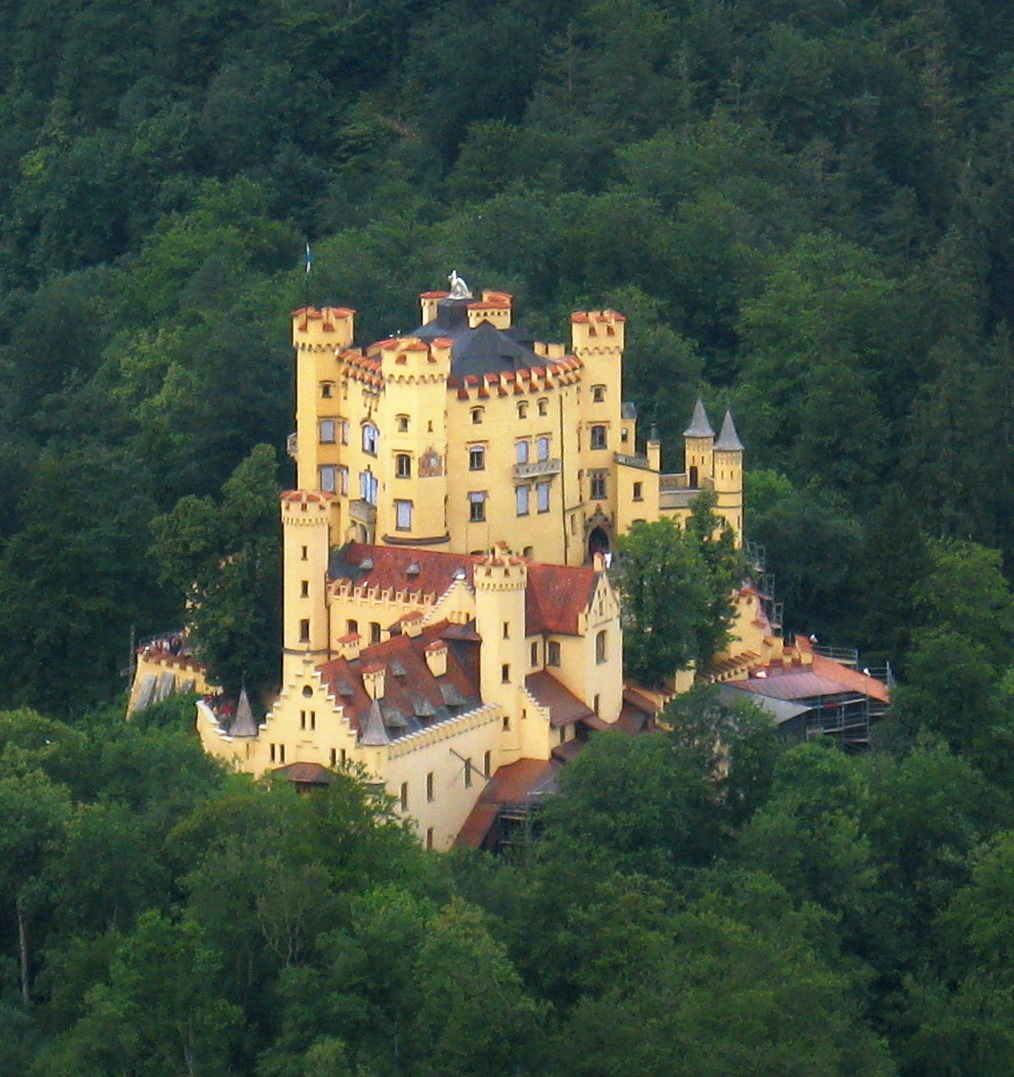
Château de Hohenschwangau
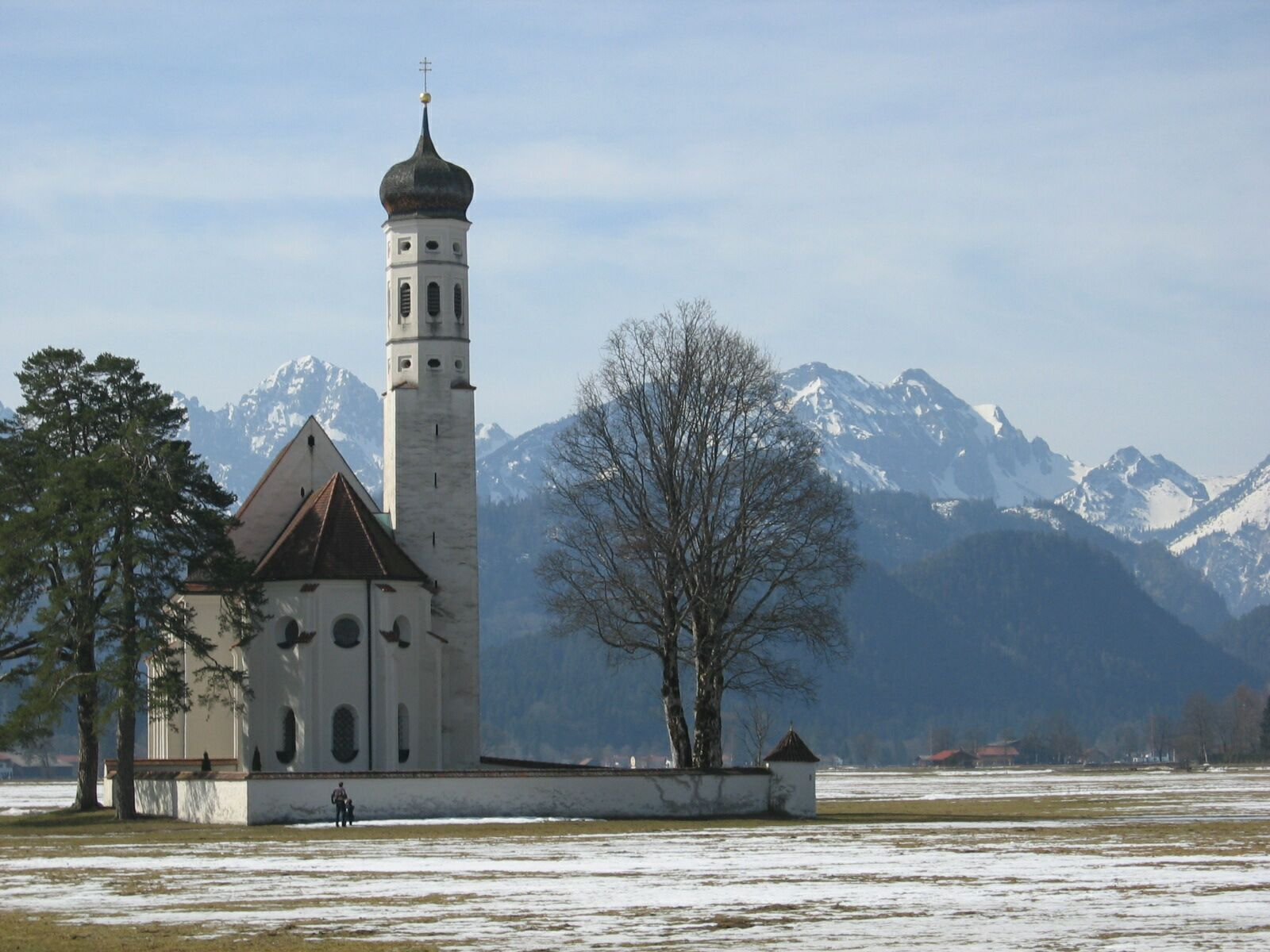
Église Saint-Coloman

## Personnalités liées à la ville
- Helen Vita (1928-2001), actrice née à Hohenschwangau.
- Andreas Schweiger (1953-2018), biathlète né et mort à Schwangau.